# Accord commercial germano-soviétique de 1940

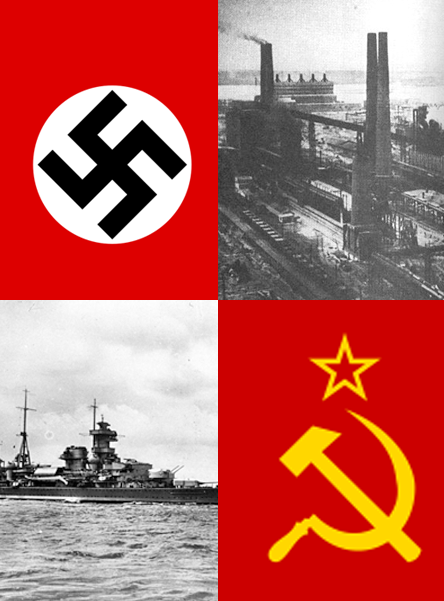

Pour les articles homonymes, voir Accord commercial germano-soviétique.
 Voir le traité sur Wikisource
L'accord commercial germano-soviétique de 1940 (aussi connu comme l’accord économique du 11 février 1940, entre le Reich allemand et l'Union des Républiques socialistes soviétiques) fut un arrangement économique entre l'Union soviétique et l'Allemagne nazie signé le 11 février 1940. Il stipulait que l'Union soviétique acceptait pour la période allant du 11 février 1940 au 11 février 1941, en plus des livraisons prévues par l’accord commercial germano-soviétique, signé le 19 août 1939, de livrer du pétrole, des matières premières et des céréales pour une valeur de 420 à 430 millions de reichsmarks. Dans la période du 11 février 1941 au 11 août 1941, il sera livré à l'Allemagne, également, en plus des livraisons prévues dans l’accord de 1939, des produits pour une valeur de 220 à 230 millions de reichsmarks. En paiement pour les livraisons soviétiques, l'Allemagne fournissait ses propres produits (matériel de guerre, des machines et des technologies, et des matières premières).
Des amendements secrets à l'accord suggéraient des négociations entre les parties pour l'achat par l'Union soviétique de métaux et d'autres biens dans des pays tiers et la revente de ces métaux et de ces biens à l'Allemagne. Plus tard, fut négociée une politique du transit à travers le territoire soviétique de produits achetés par l'Allemagne en provenance de pays tiers.
Les deux pays respectèrent l’accord et résolurent d'autres questions avec l'accord germano-soviétique relatif au commerce et aux frontières  du 10 janvier 1941.
En juin 1941, l'Allemagne envahit l'Union soviétique, en violation du pacte Molotov-Ribbentrop, et tous les accords économiques entre les deux pays prirent alors fin.
Entre janvier 1940 et le début de l'invasion allemande, les exportations soviétiques vers l’Allemagne étaient estimées à 597 900 000 reichsmarks, alors que les livraisons allemandes ne représentaient que 437 100 000 reichsmarks.
Les accords dans le cadre des relations économiques germano-soviétiques permirent la livraison de grandes quantités de matières premières à l’Allemagne, dont plus de 900 000 tonnes de pétrole, 1,6 million de tonnes de céréales et 140 000 tonnes de minerai de manganèse.
L'Union soviétique reçut le croiseur-amiral inachevé Lützow de la classe Hipper, les plans du cuirassé Bismarck, des informations sur les essais en mer allemands, une « machinerie complète pour un grand destroyer », des canons de marine lourds et d’autres matériel de marine, et des échantillons des trente derniers avions de guerre de l'Allemagne, dont les chasseurs Bf 109 et Bf 110, les bombardiers Ju 88 et Do 215,,. En outre, l'Union soviétique reçut en provenance d'Allemagne des équipements pétroliers et électriques, des locomotives, des turbines, des générateurs, des moteurs diesel, des navires, des machines-outils et des échantillons de pièces d’artillerie, de chars, d’explosifs, de matériels de guerre chimique.
L'effort de guerre allemand contre l'Union soviétique fut partiellement alimenté par les matières premières que l'Allemagne avait obtenues des Soviétiques grâce à l'accord commercial de 1940. En particulier, les stocks allemands de caoutchouc et de céréales auraient été insuffisants pour soutenir l'invasion initiale de l'URSS si les Soviétiques n'avaient pas exporté ces produits vers l'Allemagne plus tôt.

## Contexte

### Avant 1939
L'Accord économique germano-soviétique du 12 octobre 1925 constitua la base contractuelle des relations commerciales avec l'Union soviétique. En plus de l’échange normal des marchandises, les exportations allemandes vers l'Union soviétique, dès le début, utilisèrent un système négocié par la mission commerciale soviétique à Berlin par laquelle l'Union soviétique accordait des crédits pour le financement des commandes supplémentaires en Allemagne, dont la Mission commerciale avait dû négocier des lettres de change payables en reichsmarks.
Le commerce avec l'Union soviétique, promu par les premières opérations de crédit conduisit à un échange rapide des marchandises, qui atteignit son point culminant en 1931. Au début des années 1930, toutefois, les importations soviétiques diminuèrent alors que le régime stalinien isolationniste affirmait son pouvoir et l'application moins stricte des exigences en matière de désarmement du traité de Versailles diminua, en Allemagne, la dépendance vis-à-vis des importations soviétiques. En outre, l'arrivée au pouvoir du parti nazi accru les tensions entre l'Allemagne et l'Union soviétique,.
Au milieu des années 1930, l'Union soviétique fit des efforts répétés pour rétablir des liens plus étroits avec l'Allemagne. Les Soviétiques cherchaient principalement à rembourser leurs dettes commerciales en avance avec des matières premières, tandis que l'Allemagne cherchait à se réarmer, les pays signèrent une convention de crédit en 1935. La « quatrième opération de crédit, et de transaction spéciale de 1935 » fut conclue le 4 avril 1935. Il mettait à la disposition de l'Union soviétique jusqu'au 30 juin 1937, 200 millions de reichsmarks de crédits devant être remboursés au cours de la période 1940-1943. L'Union soviétique utilisa 183 millions de reichsmarks de ce crédit. Les opérations de crédit précédentes furent liquidées, à l'exception de 5 millions de reichsmarks, qui devaient être remboursés en 1938.
Les tensions entre les deux pays augmentèrent en raison de l'appui de l'Allemagne aux nationalistes espagnols fascistes lors de la guerre civile espagnole, alors que l'Union soviétique appuyait l’opposition socialiste dirigeant la république espagnole .

Le rapprochement économique fut entravé encore davantage par les tensions politiques après l’Anschluss, à la mi-1938 et l'hésitation croissante d’Hitler à traiter avec l'Union soviétique. Les exportations soviétiques vers l'Allemagne chutèrent à 47,4 millions de reichsmarks en 1937 (environ un cinquième du total de 1934) et à 52,8 millions de reichsmarks en 1938. En résumé, l’importante relation commerciale entre les pays qui existait dans les années 1920 s’effondra essentiellement avec la montée d'Hitler au pouvoir.
Tout au long de ces années, la majeure partie des importations en provenance d'Union soviétique se composait de matières premières. Par exemple, en 1937, 95 pour cent des importations de l'Union soviétique étaient des matières premières. L'Allemagne manquait de matières premières naturelles clés, nécessaires aux opérations économiques et militaires. En 1938, les deux tiers de l'approvisionnement en pétrole de l’Allemagne provenaient des États-Unis et d’Amérique latine, tandis que 52 pour cent de l'acier allemand utilisait du minerai de fer importé en provenance de Suède Les importations de l'Allemagne par pays (en millions de reichsmarks) étaient les suivantes :
|      | URSS | Pologne &Danzig | Finlande | Estonie | Lettonie | Lituanie | États-Unis | Royaume-Uni | Pays d'Amérique du Sud |
| ---- | ---- | --------------- | -------- | ------- | -------- | -------- | ---------- | ----------- | ---------------------- |
| 1936 | 93,2 | 74,0            | 46,1     | 13,8    | 33,2     | 9,1      | 232,2      | N/A         | 536,5                  |
| 1937 | 65,1 | 80,7            | 70,1     | 23,7    | 45,7     | 17,2     | 281,9      | 308,6       | 850,3                  |
| 1938 | 47,4 | 109,4           | 88,6     | 24,0    | 43,5     | 27,6     | 404,6      | 282,7       | 809,7                  |

### Besoins en ressources
En raison du manque de ressources naturelles en Allemagne, les planificateurs allemands, en mai 1939, craignaient que l’arrêt du commerce suédois réduise leur principale source de minerai de fer. En outre, si les approvisionnements russes étaient coupés, les planificateurs allemands estimaient qu'ils auraient besoin de trouver d’autres sources pour environ 165 000 tonnes de manganèse et près de 2 millions de tonnes de pétrole par an. L'Allemagne était déjà confrontée à une grave pénurie de caoutchouc en raison des refus britannique et néerlandais de commercer avec l'Allemagne. Le 8 mai, les autorités allemandes produisirent de nouvelles prévisions estimant que l'Allemagne possédait des stocks de pétrole pour seulement 3,1 mois d’utilisation.
En août, alors que l'Allemagne envisageait d’envahir la Pologne et se préparait à une éventuelle guerre avec la France, les planificateurs de guerre allemands estimèrent, qu’avec le blocus naval britannique qui était prévisible, si l'Union soviétique devenait hostile, l'Allemagne serait en deçà de ses besoins de 9,9 millions tonnes de pétrole et 260 000 tonnes de manganèse. À ce moment-là, l'Allemagne ne possédait que deux à trois mois de stocks de caoutchouc et de trois à six mois de stocks de pétrole. En raison du blocus naval attendu, l'Union soviétique allait devenir le seul fournisseur potentiel pour de nombreux produits.

### Événements qui ont conditionné les négociations
Au cours de l'été 1939, l'Union soviétique discuta d'un pacte politique et militaire avec des contingents représentant la France et la Grande-Bretagne, tout en discutant d'un éventuel accord avec l'Allemagne.
Au début août, l'Allemagne et l'Union soviétique finalisèrent les termes d'un accord économique, mais les Soviétiques retardèrent son exécution jusqu'à ce que les termes de l'accord politique avec l'Allemagne fussent finalisés. Le 19 août, l'Allemagne et l'Union soviétique signèrent un accord commercial prévoyant le commerce de certains équipements militaires et civils allemands en échange de matières premières soviétiques,. L'accord stipulait que l'Allemagne accepterait 200 millions de reichsmarks de nouvelles commandes sur 7 ans avec un taux d'intérêt effectif de 4,5 % et elle exportait 60 millions de reichsmarks d’« articles courants » (commerce couverts par des conventions antérieures), 180 millions de reichsmarks de «nouvelle commande » et 200 à 300 millions de reichsmarks de remboursement pour d’anciens et de nouveaux crédits. La ligne de crédit fut utilisée au cours des deux années suivantes pour l'achat de biens d'équipement (équipement d’usine, installations, machines et machines-outils, navires, véhicules et autres moyens de transport) en Allemagne et devait être payée par des exportations soviétiques à partir de 1946.

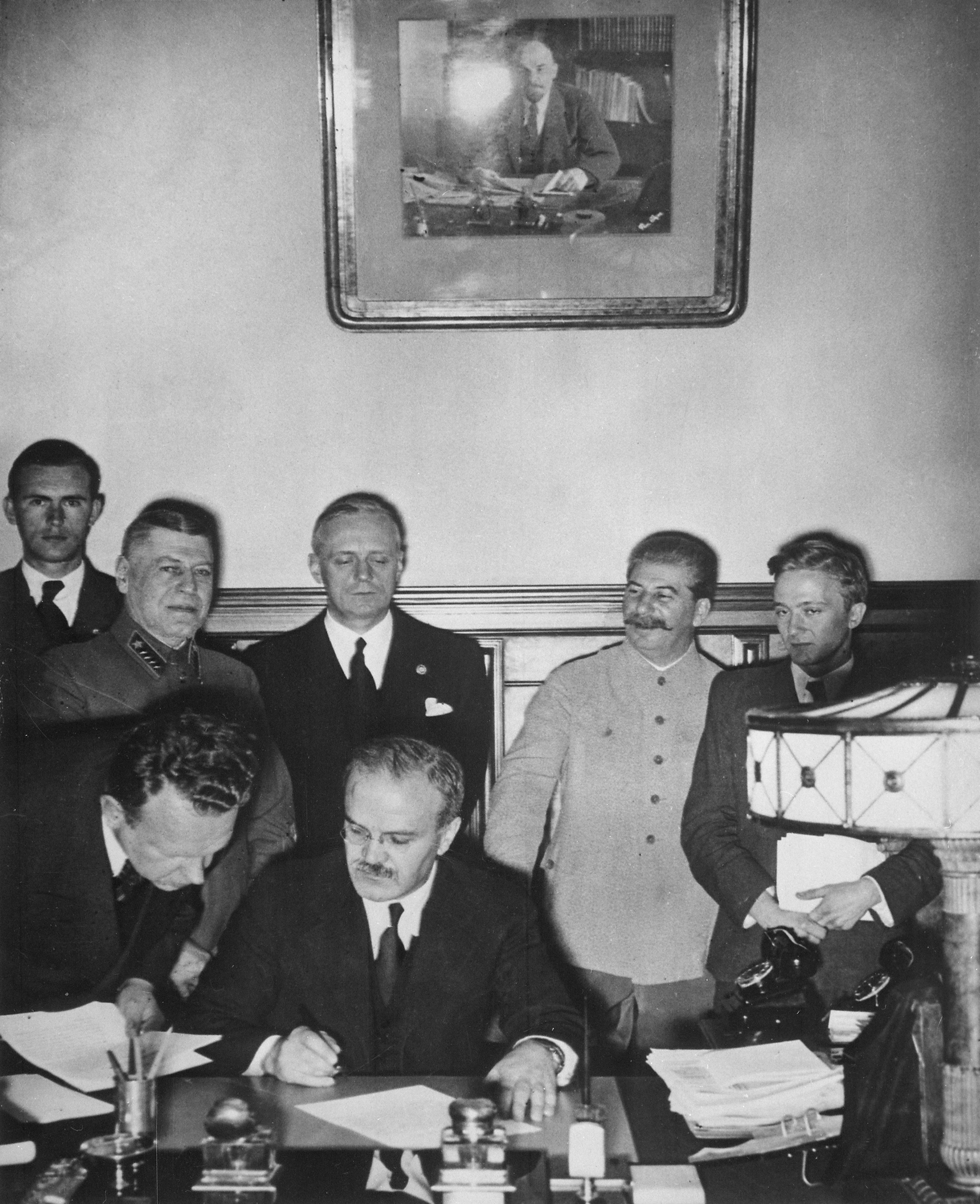
Molotov signe le pacte, flanqué par Ribbentrop et Staline.

Quatre jours plus tard, l'Union soviétique et l'Allemagne signèrent le pacte Molotov-Ribbentrop, un accord de non-agression mutuelle entre les deux parties. Le pacte Molotov-Ribbentrop contenait des protocoles secrets prévoyant une répartition des États de l'Europe du Nord dans des «sphères d'influence» allemande et soviétique. À l'époque, Staline considérait l'accord commercial comme plus important que le pacte de non-agression. Une semaine après la signature du pacte Molotov-Ribbentrop, le partage de la Pologne commença avec l'invasion allemande de la Pologne occidentale.
Le 17 septembre, l'Armée rouge envahit la Pologne orientale et occupa le territoire de la Pologne qui assurait jusqu'à 70 pour cent de la production de pétrole avant-guerre. En octobre 1939, trois partenaires commerciaux allemands, les États baltes, Estonie, Lettonie et Lituanie, n'eurent d'autre choix que de signer un pacte soi-disant de « défense et d'assistance mutuelle » qui permit à l'Union soviétique de stationner des troupes sur leur territoire.

## Négociations

### Les plans et les attentes des Allemands
Hitler pressait pour une invasion allemande de la Pologne en 1939, et mit une pression énorme sur la machine de guerre allemande, qui avait été préparée progressivement, après les restrictions du traité de Versailles, pour une guerre totale en 1942 ou 1943. La marine allemande manquait cruellement de bâtiments et n'atteignit la mobilisation complète qu'en 1942. Même la rapide victoire de l'Allemagne en Pologne avait mis sous tension ses ressources militaires de 1939, l'Allemagne ne disposait alors que de six semaines de munitions et d'une réserve de main-d'œuvre faible. Le manque de matières premières de l'Allemagne impliquait qu'elle devait chercher des approvisionnements de plus en plus grands à l'étranger. Cependant, le blocus britannique rendait l’approvisionnement de l'Allemagne de plus en plus critique pour les matériaux. Le seul état capable de fournir Allemagne en pétrole, caoutchouc, manganèse, céréales, graisses alimentaires et platine dont elle avait besoin, était l'Union soviétique.
L’Allemagne avait besoin de plus qu'une alliance économique pour les matières premières que le partenariat économique que l’accord du 19 août 1939 prévoyait. Au même moment, les demandes soviétiques pour les produits manufacturés, comme les machines allemandes, augmentaient de plus en plus alors que sa capacité à importer ces biens diminuait parce que de nombreux pays avaient cessé toute relation commerciale après la conclusion du pacte Molotov-Ribbentrop. L'Union soviétique ne disposait que de peu de technologie, tandis que l'Allemagne possédait la technologie dont l'Union soviétique avait besoin pour construire une flotte de haute-mer. Par conséquent, pendant les six semaines qui suivirent l'invasion soviétique et allemande de la Pologne, l'Allemagne pressa pour un accord complémentaire,.
Le 14 et le 15 septembre 1939, le ministre des Affaires étrangères allemand Joachim von Ribbentrop présenta un programme pour ses négociations à Moscou. Il programmait de tenter d'obtenir 180 millions de reichsmarks supplémentaires de matière première et de découvrir si l'Union soviétique « pourrait et voudrait compenser le déficit des importations par voie maritime » dû au blocus britannique. Ribbentrop prévoyait les négociations comme « un test pour savoir si et dans quelle mesure Staline était prêt à tirer des conclusions pratiques de la nouvelle orientation politique ». Ribbentrop conclut que « la livraison de matériaux demandés par nous ne pouvait être effectuée, au vu de la situation insatisfaisante de la demande intérieure de la Russie, qu’au détriment de leur propre consommation ».

### Événements postérieurs à la division de la Pologne

Modifications territoriales prévues et réelles en Europe centrale 1939-1940.

L'alliance soviétique donna un énorme avantage militaire à l'Allemagne, qui par la suite n'eut besoin de stationner seulement quatre divisions régulières et neuf divisions territoriales sur sa frontière orientale, lui permettant de réorienter le reste de ses forces vers l'ouest. Le pacte évita également dès le départ une guerre sur deux fronts, ou l’« encerclement », que les Allemands craignait depuis la fin du XIXe siècle, et contre lequel l'Allemagne n'était pas encore prête à faire face.
Cependant, à la suite de l’invasion couronnée de succès de la Pologne par les deux pays, les planificateurs allemands estimèrent que, comme craint, ils n'avaient pas les stocks de pétrole et de caoutchouc nécessaire à une offensive sur leur frontière occidentale. Elle avait importé 140,8 millions de reichsmarks de marchandises polonaises en 1938, et la moitié de ce territoire était désormais tenu par l'Union soviétique. Or, ce territoire assurait 70 % de la production de pétrole polonaise. Staline, avait convenu en termes vagues de fournir à l'Allemagne une quantité de pétrole additionnelle égale à celle produite par les champs pétroliers de Drohobych et de Boryslav situés dans les territoires qu’occupait alors l’Union soviétique en échange de houille et de tubes en acier.
Le 28 septembre 1939, l'Allemagne et l'Union soviétique étendirent le champ d'application de la convention de crédit germano-soviétique du 19 août 1939. Par la suite, l'Union soviétique dépêcha une commission de passation de marchés en Allemagne pour sélectionner des marchandises allemandes devant être livrées en échange de matières premières soviétiques. Ribbentrop suggéra que l'Union soviétique devrait abandonner le district pétrolier de Drohobycz et de Boryslaw à l'Allemagne parce que la Russie possédait de riches ressources pétrolières tandis que l'Allemagne en manquait. Staline rejeta l’idée, mais promit à l’Allemagne la totalité de la production annuelle du district, soit 300 000 tonnes, mais qu’il espérait augmenter à 500 000 tonnes. En contrepartie, l'Allemagne fournirait du charbon et de tubes en acier. Molotov résuma les résultats des négociations dans une lettre indiquant « J'ai l'honneur de vous confirmer par la présente que le gouvernement de l'URSS est prêt, sur la base et dans le sens de l'accord politique général que nous avons atteint, de promouvoir par tous les moyens les relations commerciales et les échanges de marchandises entre l'Allemagne et l'URSS. À cette fin, un programme économique sera établi par les deux parties, en vertu duquel l'Union soviétique fournira des matières premières à l’Allemagne, pour lesquels l’Allemagne, à son tour, compensera par des livraisons de biens manufacturés sur une période plus longue ». Un amendement confidentiel à la lettre indiquait que l'Union soviétique allait assurer le trafic du transit allemand depuis la Roumanie, qui fut suivi par des accords par des accords de transit de marchandises depuis l’Iran, l'Afghanistan et l'Extrême-Orient.
En un mois, les pays ont commencé un échange régulier de marchandises par voies ferrées à travers la Pologne. Au même moment, il était déjà clair que l'Allemagne ne pouvait pas atteindre les objectifs de 1940 d’autosuffisance qui avait fixés dans le plan quadriennal d'Hitler de 1936.

### Octobre 1939: demandes allemandes
Au début d’octobre, les autorités allemandes proposèrent un accord qui aurait augmenté les exportations soviétiques de matières premières (pétrole, minerai de fer, du caoutchouc, d’étain, etc.) vers l'Allemagne au cours de l’année suivante de 180 millions à plus de 1,3 milliard de reichsmarks, pour laquelle l'Allemagne paierait 810 millions de reichsmarks la première année et en biens d'équipement dans la deuxième année,. Les matières premières comprenaient du pétrole, des matières premières industriels (dont du fer et du chrome), de la nourriture, du bois et des «matières premières non- russes devant être achetés via la Russie dans d'autres pays (étain, cuivre, nickel, cobalt, tungstène, caoutchouc, etc.) ». En outre, la proposition comprendrait « la planification économique germano-soviétique commune. Une assistance technique allemande dans la production de matières premières et de l'expansion industrielle, la transformation agricole (soja), les baux forestiers, la pêche à Mourmansk, etc ». Schulenburg fut également chargé d'informer Molotov de la volonté allemande d'un accord rapide sur un programme immédiat d’une durée d’environ six mois.
L’Allemagne envoya une délégation économique de 37 membres dirigés par Ritter et Schnurre à Moscou le 7 octobre. Alors que les négociations procédait rapidement au début, le 16 octobre, les officiels allemands indiquèrent que « les négociations n'avançaient pas aussi méthodiquement à que nous étions habitués » et que les tactiques russes devenaient « plutôt ennuyeuse ».
Les négociateurs soviétiques déclarèrent que tout accord devait inclure des augmentations massives (jusqu'à 1,5 milliard de reichsmarks) de matériel de guerre et de technologie allemande. Mis à part les coques des croiseurs Seydlitz et Lützow, la liste définitive de la commande comprenait également la livraison du Prinz Eugen et des plans du cuirassé Bismarck,. Les responsables militaires allemands étourdis répondirent que les demandes soviétiques de la technologie militaire et matériel étaient trop élevées, et nécessiterait des quantités de fer et d'acier impossibles à produire, alors que l'Allemagne avait besoin de tels matériaux pour sa guerre en Europe occidentale,,. Au même moment, l'Allemagne accepta l’offre de l'Union soviétique de donner à l'Allemagne une base navale, la base Nord, à la base non encore développée Zapadnaya Litsa (à 120 kilomètres de Mourmansk) d'où ils pourraient organiser des raids.
Le 30 novembre 1939, les responsables soviétiques soumirent la liste définitive des commandes à être placées en Allemagne par l'Union soviétique. Elle comprenait du matériel de guerre ainsi que des machines et installations industrielles.

### Tensions soviéto-allemandes

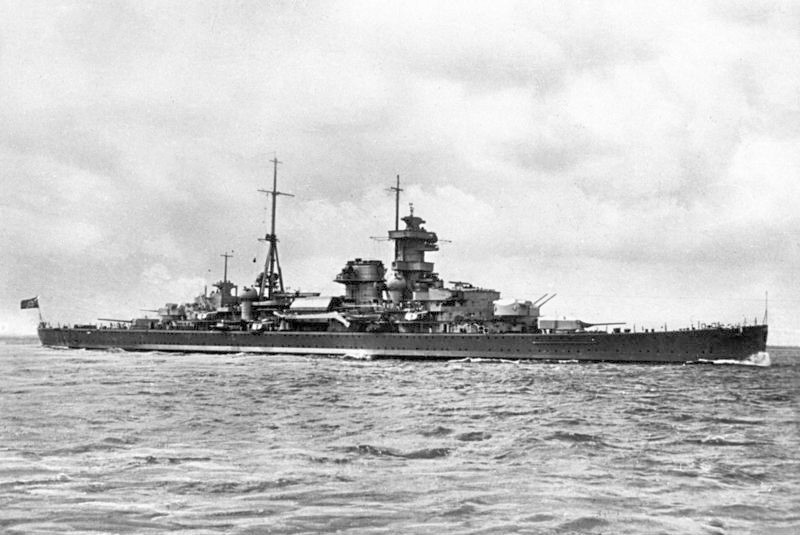
Croiseur lourd de la classe Admiral Hipper.

En décembre, les négociations atteignirent un point bas alors que fonctionnaires soviétiques continuait de demander avec insistance des matériels militaires et de la technologie allemande, dont la livraison des croiseurs allemands Lützow, Seydlitz et Prinz Eugen de la classe Admiral Hipper. Les officiels allemands notaient que les demandes soviétiques, pour certains articles d'ici la fin de 1940, seraient impossible satisfaire et aurait effectivement requis trois à quatre ans pour les produire. Molotov concéda les difficultés, étant donné la guerre en cours en Allemagne, et les perspectives d'un accord en furent améliorées. Des tensions réapparurent à la suite de l'échec de l'invasion de la Finlande par l’Union soviétique, bien que le bain de sang inattendu fut tel qu’il fit dire à un général soviétique, à l'époque, qu’ils  « avaient conquis juste assez territoire finlandais pour leur permettre d’enterrer leurs morts ». En même temps, cet hiver-là, l'Allemagne devint préoccupée par l'état et l'avenir de son économie.
Après une réunion commune des autorités allemandes, le 2 décembre 1939, à la résidence d’Hitler, les exigences de l'Union soviétique furent rejetées, suivie par une nouvelle présentation de la commission soviétique. Le 8 décembre 1939 Hitler rejeta une offre d'achat du Seydlitz, du Prinz Eugen et de tourelles de cuirassés en construction. Cependant, à la résidence d’Hitler fut discuté de la possible livraison aux Soviétiques des plans utilisés dans la construction du Bismarck. Le commandant en chef de la marine allemande nota à l'époque que «seuls deux navires étaient en construction et les Russes avait besoin d'au moins six ans pour les copier ».
À la fin décembre, les discussions se détériorèrent au point où elles ne pouvaient plus être résolues par des négociations de bas niveau. Comme il était devenu typique de Staline, il intervint dans la mêlée tardivement, jouant le « bon flic » pour atteindre un compromis. Le 28 décembre 1939, lors d’une réunion au Kremlin avec le ministre allemand Schnurre (qui dirigeait la commission des marchés allemand), Staline se mit à parler des souhaits soviétiques concernant les navires de guerre et salua le fait que l'Allemagne était prête à livrer le croiseur Lützow. Il nota également que « si l'Allemagne refusait de fournir d'autres navires en cours de construction parce qu'elle voulait les terminer elle-même, nous ne pouvions pas nous s'opposer à cette position ».
À minuit le 31 décembre 1939, les négociateurs allemands furent appelés au Kremlin pour discuter des négociations commerciales. Les négociateurs discutèrent principalement des besoins soviétiques pour la production de métaux, en armement naval, en machines-outils et en aéronefs. Contrairement à l’accord de 1939, Staline utilisa, pour la première fois, le terme « assistance mutuelle » et discuta de la fourniture directe de matières premières soviétiques à l'Allemagne. Il déclara : « l'Union soviétique ne voyait pas ceci seulement comme un traité classique pour l'échange des marchandises, mais plutôt comme un traité d'entraide ». Staline déclara également que « l'Union soviétique voulait apprendre de l'Allemagne, en particulier dans le domaine des armements ».
En janvier, l'Allemagne s’inquiétait du fait que combattre une potentielle importante campagne française en Europe occidentale ou de l’incapacité soviétique à fournir les fournitures dont elle avait besoin entraîneraient la disparition des stocks pétroliers allemands en quelques mois. Les réserves de céréales qui avait auparavant semblaient un peu moins tendue maintenant apparaissait beaucoup plus tenues, l'Allemagne devant faire face à un déficit d’environ 1,6 million de tonnes pour 1940, et ce dans des conditions optimales. Un rapport des Affaires étrangères allemandes expliqua que les exportations de matières premières soviétiques étaient « tout simplement irremplaçable » et « la rupture d'un accord germano-soviétique devait être évité à tout prix ». Les Soviétiques exprimèrent clairement lors de discussions complémentaires avec le ministre soviétique des Affaires étrangères Molotov qu'ils étaient prêts à échanger plus de matières premières en échange de plus de livraisons de matériel de guerre.
Les tensions entre Allemands et soviétiques sur les prix, les modalités et le calendrier de livraison durèrent jusqu'en février 1940. Hitler voulait retarder aussi longtemps que possible la livraison des « produits industriels » mentionnés dans la liste des commandes soviétiques, dont la communication des plans des cuirassés de la classe Bismarck et du Lützow à l’URSS espérant que l'Allemagne pourrait l’éviter si la guerre évoluait favorablement pour elle. En février 1940, les négociations approchaient de leur terme, mais l'Allemagne demanda (par rapport à l'évaluation soviétique) des prix élevés pour leurs biens. Les Soviétiques considérèrent comme trop élevée la valorisation du croiseur allemand Lutzow à 150 millions de RM.

### Pourparlers à l’approche de la conclusion
D'autres discussions eurent lieu à Moscou au début de février à propos des spécificités du matériel militaire allemand devant être livré. Les deux parties firent des concessions après qu’une lettre de Ribbentrop à Staline l’a convaincu qu'un accord devait être trouvé. Staline était impliqué avec les détails de la discussion, Hitler notant qu'il avait été impressionné par les connaissances techniques de Staline quand il avait présidé une réunion d'experts discutant des canons de tourelles devant être installé sur un croiseur que les Allemands devaient livré aux Soviétiques en vertu d'un futur accord. L’Allemagne accepta que les plans du cuirassé Bismarck puissent être inclus dans le matériel de guerre à fournir à l'Union soviétique. Le prix final du Lützow fut réduit à 104 millions de reichsmarks. Joseph Staline nota lors d’une discussion avec les membres du Politburo que le « navire que vous avez acheté à notre futur potentiel ennemi valait deux navires — un de plus pour nous et un de moins à l'ennemi ».

## L'accord
Le 11 février 1940, l'Allemagne et l'Union soviétique conclurent un pacte commercial complexe dans laquelle l'Union soviétique enverrait en Allemagne pour 650 millions de marks de matières premières en échange de 650 millions de Reichsmark de machines, de produits manufacturés et de technologie,. Le pacte commercial aida l'Allemagne à surmonter le blocus britannique. Les principales matières premières spécifiées dans l'accord consistait en un million de tonnes de céréales, 900 000 tonnes de pétrole et plus de 500 000 tonnes de divers minerais métalliques (principalement du minerai de fer) en échange de matériels industriels, de navires, de tourelles, de machines-outils et de charbon,. La première version de la convention prévoyait que l'Union soviétique devait livrer ses marchandises dans les 18 mois alors que l'Allemagne devait le faire dans les 27 mois,. L'accord contenait aussi un « protocole secret » précisant que l'Union soviétique allait entreprendre des achats auprès de pays tiers de « métaux et autres biens » pour l'Allemagne.

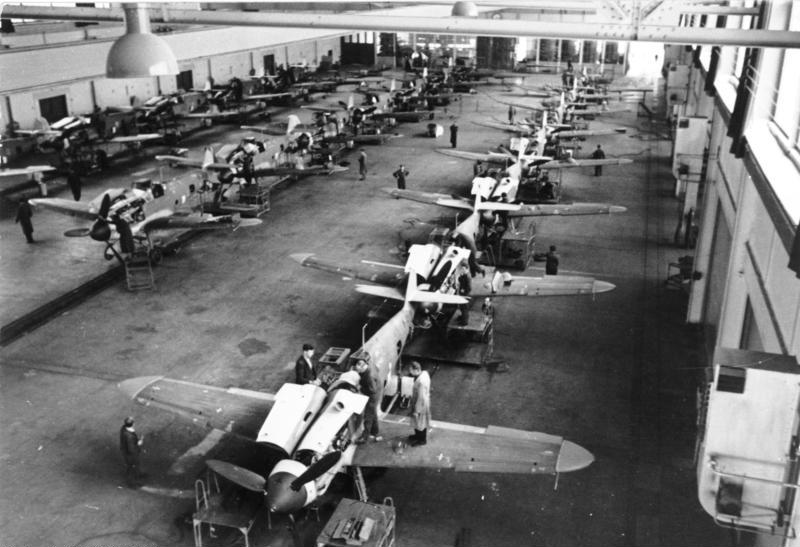
Ligne d’assemblage de Bf 109 G-6 en 1943.

Les marchandises soviétiques transitait par Brest-Litovsk et les territoires polonais occupés où elles ont été transférées vers les voies à écartement européen pour le transport vers l'Allemagne. Les Soviétiques ont également accordé à l’Allemagne un droit de transit sur les lignes de chemin de fer sous contrôle soviétique en provenance et à destination de la Roumanie, de l’Iran, de l'Afghanistan et d'autres pays orientaux, tout en réduisant frais de transit de 50 % du fret avec le Mandchoukouo, qui était sous contrôle japonais. L'accord prévoyait des périodes de livraison dans lesquelles l'Union soviétique enverrait à l'Allemagne de grandes quantités des matières premières, y compris de la nourriture, du pétrole et de métaux.
Les Soviétiques devaient recevoir le croiseur inachevé Lützow de la classe Amiral Hipper, les plans pour le cuirassé Bismarck, les résultats des essais navals allemands, la « machine complète pour un grand destroyer », des canons de marine lourds, trois tourelles doubles de 38,1 cm (15 pouces) pour défendre les ports, les esquisses préliminaires pour une triple tourelle de 40,6 cm, les plans d’une tourelle de 28 cm, d'autres équipements de marine et des exemplaires des trente des derniers avions de guerre de l'Allemagne, dont les chasseurs Bf 109 et Bf 110 et le bombardier Ju 88,,. Staline croyait que le Lützow avait de l’importance en raison de ses nouveaux canons de marine de 20,3 cm, et de leurs performances. Les Soviétiques devaient également recevoir des équipements pétroliers et électriques, des locomotives, des turbines, des générateurs électriques, des moteurs Diesel, des navires, des machines-outils et des exemplaires de canon d’artillerie allemand, des chars, des explosifs, du matériel de guerre chimique ainsi que d'autres articles.

## Commerce et assistance durant l’application de l’accord
Alors que certains ralentissements et négociations eurent lieu surtout pendant les premières négociations de commandes spécifiques, l'Union soviétique réalisa la plupart de ses obligations selon l'accord. Elle devint un des principaux fournisseurs de matériaux vitaux de l'Allemagne, dont le pétrole, le manganèse, le cuivre, le nickel, le chrome, le platine, le bois et les céréales.
L'Union soviétique acheta également et livra d'autres matériaux à l'Allemagne, comme le caoutchouc d'Inde. Les Soviétiques expédièrent pour environ 800 millions de reichsmarks de marchandises. Les Soviétiques fournirent également à l’Allemagne une base sous-marine, la base Nord, pour le ravitaillement, la maintenance et servant de base de départ pour les raids et les attaques contre les navires bien que la marine allemande n’utilisa jamais pleinement la « base Nord ». En outre, les Soviétiques fournirent à l’Allemagne un accès à la route maritime du Nord pour les cargos et les raiders (bien que seul le croiseur auxiliaire Komet ait utilisé la voie avant juin 1941), ce qui força la Grande-Bretagne à protéger ses voies maritimes à la fois dans l'Atlantique et le Pacifique.
L’Allemagne, qui avait obtenu 27 mois pour achever ses livraisons de marchandises, tergiversa aussi longtemps que possible. Le 11 août, l'Union soviétique avait expédié 190 millions de marks de matières premières contre seulement 90 millions de marks de livraisons allemandes. L'Allemagne ne livra initialement que quelques grues flottantes, cinq avions, un atelier d'électrodes, plusieurs tourelles d’artillerie (avec des appareils de conduite de tir et des pièces détachées), deux périscopes de sous-marins et des outils de construction de navires supplémentaires. Quelques mois plus tard, elle livra un échantillon de sa technologie de moissonnage.

Frontière de 1938 et avancées politique et militaire fin 1940 (Axe en noir et URSS en rouge).

À l'été 1940, l'Allemagne avait augmenté encore sa dépendante vis-à-vis des importations soviétiques. Les occupations allemandes de la France, des Pays-Bas, et de la Belgique avait créé une demande supplémentaire tout en réduisant les possibilités d'approvisionnement indirect. Par rapport aux chiffres de 1938, la « Grande Allemagne » et sa sphère d'influence manquait, entre autres, de 500 000 tonnes de manganèse, de 3,3 millions de tonnes de phosphate brut, de 200 000 tonnes de caoutchouc et 9,5 millions de tonnes de pétrole. Hitler croyait qu'une éventuelle invasion de l'Union soviétique était de plus en plus la seule façon dont l'Allemagne pourrait résoudre la crise des ressources. L'invasion et l'occupation soviétique de la Lituanie, de l'Estonie et de la Lettonie, en juin 1940 eurent pour résultat de réduire les importations sur lesquelles l'Allemagne avait comptait de 96,7 millions reichsmarks (chiffres de 1938). Bien qu’aucun plans concrets n’avait été encore fait, Hitler dit à un de ses généraux en juin que les victoires en Europe occidentale l’avait « enfin libéré pour sa véritable tâche importante : l'épreuve de force avec le bolchevisme », bien que des généraux allemands dirent à Hitler qu’occuper l’Ouest de la Russie créerait « plus une perte d'une soulagement pour la situation économique de l'Allemagne ».
En août 1940, l'Union soviétique suspendit brièvement ses livraisons après que les relations bilatérales se sont tendues à la suite d'un désaccord sur la politique dans les Balkans, la guerre de l'Union soviétique avec la Finlande (à partir de laquelle l'Allemagne avait importé pour 88,9 millions de marks de marchandises en 1938), l'Allemagne était en retard dans ses livraisons par rapport à ses engagements dans le cadre du pacte et Staline craignait que la guerre de Hitler avec l'Occident pourrait finir rapidement après que la France eut signé un armistice. À la fin d’août, les relations s’améliorèrent à nouveau lorsque les deux pays eurent redessiné les frontières de la Hongrie et de la Roumanie, réglé les revendications bulgares et que Staline fut de nouveau convaincu que l'Allemagne ferait face à une longue guerre à l'ouest avec l'amélioration de la situation de la Grande-Bretagne dans sa bataille aérienne avec l'Allemagne et l'exécution d'un accord entre les États-Unis et la Grande-Bretagne à propos de destroyers et de bases. Les livraisons soviétiques de matières premières augmentèrent bien au-delà des chiffres antérieurs.

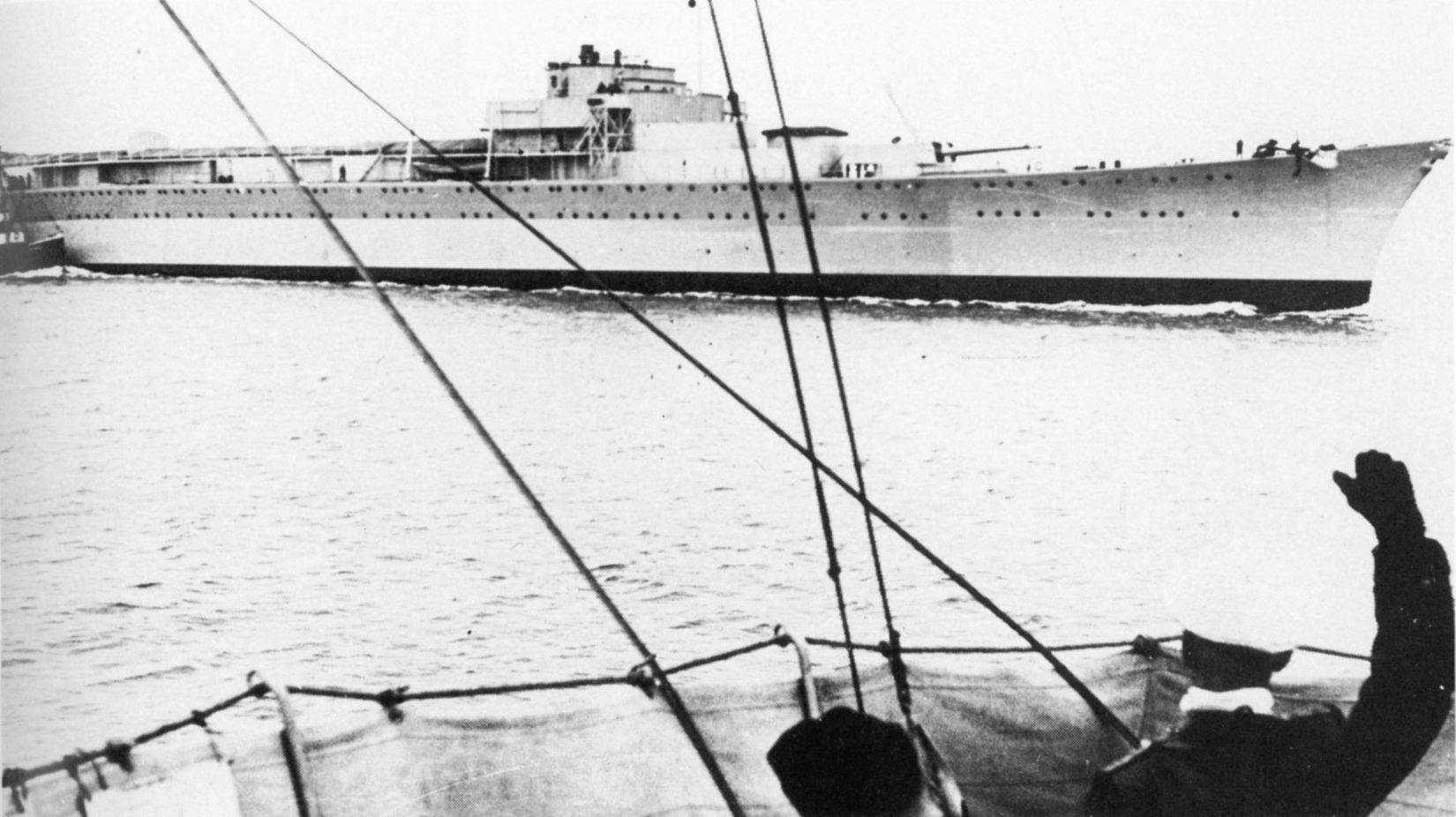
Croiseur lourd Lützow en 1940.

Allemagne retarda sa livraison du croiseur Lützow et des plans du Bismarck aussi longtemps que possible, espérant éviter leur livraison purement et simplement si la guerre évoluait favorablement. Le Lützow incomplet fut remorqué à Leningrad à la mi-1940 dans un état d’achèvement moins avancé que les Soviétiques ne l’avaient prévu. En réponse aux commandes ultérieures soviétiques, l'Allemagne ne livra que huit canons de 38,1 cm et six canons de 40 cm dont les Soviétiques avaient demandé les plans. Le Lützow, incomplet, était à Leningrad, où les ingénieurs allemands travaillèrent sur le navire jusqu'au 22 juin 1941.
En octobre 1940, les autorités allemandes estimèrent que leur stock de matières premières pourrait seulement durer jusqu’à l'été 1941. La situation était beaucoup plus catastrophique pour le caoutchouc, son utilisation pour des bottes et des pneus était vitale pour toute armée mobile. Les stocks allemands étaient tombés à seulement 1 500 tonnes.
Hitler avait envisagé la guerre avec l'Union soviétique depuis juillet 1940. Concernant une éventuelle entrée dans l'Axe de l’Union soviétique, Ribbentrop avait écrit une lettre promettant à Staline que «de l'avis du Führer... il semble être la mission historique des Quatre Puissances - l'Union soviétique, l'Italie, le Japon et l'Allemagne à adopter une série de politiques à long terme et d'orienter le développement futur de leurs peuples dans les bonnes directions en délimitant leurs intérêts à l'échelle mondiale ». Le 12 novembre 1940, Hitler émit l’« instruction secrète no 18 », dirigeant ses forces pour se préparer à la guerre à l'est « quels que soient les résultats atteint par ces discussions », tandis qu’Hitler, Ribbentrop et Molotov tenaient une conférence à Berlin pour discuter d'une potentielle entrée soviétique dans l’Axe. Hitler voulait un accord économique supplémentaire pour obtenir ce qu'il pouvait de l'Union soviétique avant l’invasion, tandis que d'autres responsables allemands voulaient un tel accord dans l'espoir qu'il pourrait infléchir la politique antisoviétique actuelle de l’Allemagne. En novembre, l'Allemagne et l'Union soviétique entamèrent des négociations sur l'élargissement de l'accord commercial germano-soviétique de 1940 et discutèrent des différends frontaliers et d'autres questions, aboutissant à l'accord relatif au commercial et aux frontières du 10 janvier 1941.

### Échec du blocus britannique
Après l'invasion allemande, le ministère britannique de la Guerre économique fut créé le 3 septembre 1939, pour administrer le blocus économique de l'Allemagne. En avril 1940, la Grande-Bretagne réalisa que le blocus ne semblait pas fonctionner à cause des deux grands « trous » dans le blocus que constituait le commerce par plusieurs pays neutres, dont l'Italie par la mer Noire et la Méditerranée. Les réactions des États neutres aux nouvelles mesures de blocus anglo-français imposées contre l'Allemagne à la fin du mois de novembre 1939 - tous les biens allemands ou d'origine allemande ou étant la propriété d’un Allemand trouvés à bord des navires neutres serait saisit en représailles à l'utilisation illégale de mines par les Allemands - furent dures. Tous les pays neutres concernés par ces mesures avaient protesté et l'Allemagne les avait exhortés à prendre des contre-mesures communes. La Belgique, la Hollande, le Danemark, la Suède, la Norvège, le Japon et l'Iran émirent des protestations envers le Royaume-Uni. Par ailleurs, un porte-parole du ministère japonais des Affaires étrangères menaça de représailles au cas où des actions britanniques devaient causer des dommages importants aux intérêts japonais. Le ministre brésilien des Affaires étrangères déclara que selon toute probabilité, la Commission sur la neutralité interaméricaine, qui se réunirait prochainement à Rio, déciderait de protester contre le durcissement des règles du blocus britannique.
| 1939                                                | 52,8 | 140,8 | 88,9 | 24,3 | 43,6 | 27,8 |
| *Importations allemandes en millions de reichsmarks |      |       |      |      |      |      |
|                                                         | URSS  | Gouvernement général (Pologne) | Finlande | Estonie | Lettonie | Lituanie | Belgique | Danemark | Suède | Italie | Roumanie | Pays-Bas |
| ------------------------------------------------------- | ----- | ------------------------------ | -------- | ------- | -------- | -------- | -------- | -------- | ----- | ------ | -------- | -------- |
| 1940                                                    | 395,7 | 91,4                           | 79,6     | 29,0    | 68,5     | 54,7     | 227,1    | 494,5    | 345,9 | 508,0  | 427,1    | 406,1    |
| *Importations allemandes en millions de reichsmarks[75] |       |                                |          |         |          |          |          |          |       |        |          |          |
|                                                         | URSS  | Gouvernement général (Pologne) | Finlande | France | Hongrie | Norvège | Belgique | Danemark | Suède | Italie | Roumanie | Pays-Bas |
| ------------------------------------------------------- | ----- | ------------------------------ | -------- | ------ | ------- | ------- | -------- | -------- | ----- | ------ | -------- | -------- |
| 1941                                                    | 325,5 | 87,5                           | 144,9    | 751,8  | 351,1   | 280,4   | 561,6    | 410,2    | 476,9 | 930,8  | 346,9    | 640,1    |
| *Importations allemandes en millions de reichsmarks[76] |       |                                |          |        |         |         |          |          |       |        |          |          |
Les tentatives britanniques pour « affamer » l’Allemagne comme pendant le blocus de l'Allemagne durant la Première Guerre mondiale échouèrent. En 1937-1938, l’Allemagne était autosuffisante à hauteur de 89 % pour les céréales, de 90 % pour le lait et des produits laitiers, de 95 % pour la viande, de 74 % pour le poisson et de 79 % pour les œufs. L’agriculture allemande fut développée et plus tard réussit à maintenir la même quantité de denrée alimentaire par habitant avant et pendant la Seconde Guerre mondiale.

## Le total des échanges

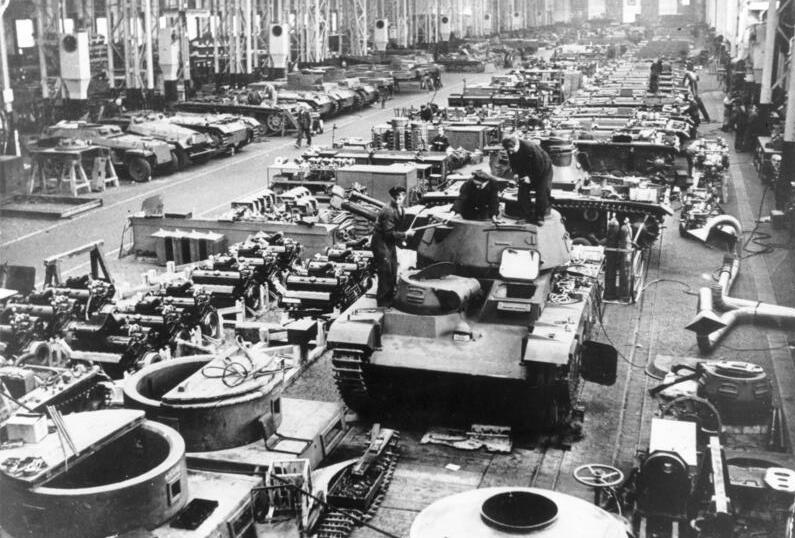
Production du Neubaufahrzeug allemand en 1940.

Au cours de la première période s’étendant du 11 février 1940 à la rupture du pacte, l'Allemagne reçu des quantités massives de matières premières, dont,:
- 1 600 000 tonnes de céréales
- 900 000 tonnes de pétrole
- 200 000 tonnes de coton
- 140 000 tonnes de manganèse
- 200 000 tonnes de phosphate
- 20 000 tonnes de minerai de chrome
- 18 000 tonnes de caoutchouc
- 100 000 tonnes de soja
- 500 000 tonnes de minerai de fer
- 300 000 tonnes de ferraille et de fonte
- 2 000 kg de platine

De grandes quantités de pétrole brut furent livrées, des documents allemands en 1940 indiquait déjà que les Soviétiques avaient livré du pétrole brut à un rythme de 150 000 tonnes par mois pendant cinq mois via 900 wagons-citernes allemands qui était exclusivement réservés à cette tâche.

## Hitler rompt le pacte
Le 22 juin 1941, l'Allemagne débuta l'opération Barbarossa, l'invasion de l'Union soviétique au travers des territoires que les deux pays avaient conquis. Malgré les craintes qui avaient conduit à traiter avec l'Union soviétique en 1939, l'Allemagne approcha de la destruction de l'Union soviétique grâce, en grande partie, aux décisions prises par les Soviétiques de 1939 à 1941. Sans les importations soviétiques, les stocks allemands auraient été à sec pour plusieurs produits clés en octobre 1941 seulement trois mois et demi après l'invasion. L'Allemagne aurait déjà consommé ses stocks de caoutchouc et de céréales avant même le premier jour de l'invasion s'il n'y avait pas eu les importations soviétiques:
| Produit pétrolier                                                              | 912    | 1350  | 438    | 905  | -7     |
| Caoutchouc                                                                     | 18,8   | 13,8  | -4,9   | 12,1 | -6,7   |
| Manganèse                                                                      | 189,5  | 205   | 15,5   | 170  | -19,5  |
| Céréales                                                                       | 1637,1 | 1 381 | -256,1 | 761  | -876,1 |
| *Stocks allemands en milliers de tonnes (avec et sans les importations d'URSS) |        |       |        |      |        |
Sans les livraisons soviétiques de ces quatre éléments majeurs, l'Allemagne n’aurait pu qu’avec peine attaquer l'Union soviétique, et encore moins se rapprocher de la victoire, même avec un rationnement plus intense. Au moment de l'invasion, le Lützow n'était toujours pas suffisamment achevé pour naviguer, mais quatre tourelles de 20,3 cm avaient été installées. Les Soviétiques l'utilisèrent comme une batterie de tir flottante contre les envahisseurs allemands.

## Source
- (en) Cet article est partiellement ou en totalité issu de l’article de Wikipédia en anglais intitulé « German–Soviet Commercial Agreement (1940) » (voir la liste des auteurs).